# Џамнагар
Џамнагар је град у Индији у држави Гуџарат. Према незваничним резултатима пописа 2011. у граду је живело 529.308 становника.

## Становништво
Према незваничним резултатима пописа, у граду је 2011. живело 529.308 становника.
| 1991.   | 2001.   | 2011.   |
| ------- | ------- | ------- |
| 341.637 | 443.518 | 529.308 |